# Prerow
Prerow är en badort i det tyska distriktet Nordvorpommern i förbundslandet Mecklenburg-Vorpommern. Orten ligger på halvön Darss vid Östersjön och är ett omtyckt turistmål.
Prerow nämns under 1100-talet för första gången som fiskeläge. Öster om orten fanns en medeltida borg, Hertesburg, där många slag utkämpades mellan regionens furstar. Liksom andra delar av Pommern tillhörde Prerow mellan trettioåriga kriget och Wienkongressen Sverige. Bara från 1715 till 1720 var orten en del av Danmark. Efter 1815 tillhörde Prerow den preussiska provinsen Pommern.
Mellan 1600-talet och slutet av 1800-talet var många invånare sysselsatta i sjöfarten. Här fanns även tre skeppsvarv för segelbåtar som skonare, segelyachter, brigg och barkskepp. Numera är orten ett centrum för bad och kur. Orten var även en magnet för olika målare och konstnärer som Marianne von Werefkin och Aleksej von Jawlensky.